# Frères Dalziel
Les frères George (1815-1902) et Edward Dalziel (1817-1905) étaient des éditeurs et graveurs britanniques actifs durant l'époque victorienne. Ils fondèrent Dalziel Brothers (« Dalziel Frères »), où les rejoignirent leurs autres frères John (1822-1869) et Thomas Dalziel (1823-1906), ainsi qu'ultérieurement certains de leurs fils et neveux. 
Graveurs britanniques les plus célèbres du XIXe siècle, les frères Dalziel ont collaboré avec tous les grands dessinateurs de leur pays dès la fondation de leur entreprise en 1840. En plus de leur important rôle dans la diffusion de gravure de qualité, les Dalziel furent également impliqués dans la presse humoristique populaire, via Fun, Judy et Hood's Comic Annual dont ils prirent le contrôle au début des années 1870.

## Biographies

### Famille Dalziel
- Alexander Dalziel (Wooler, Northumberland)
  - George Dalziel (1815-1902)
    - Edward Gurden Dalziel (1849-1889)

  - Edward Dalziel (1817-1905)
    - Gilbert Dalziel (1853-1930)

  - Margeret Dalziel (1819-1894)
  - John Dalziel (1822-1869)
  - Thomas Bolton Dalziel (1823-1906)

### Les graveurs les plus respectés du Royaume-Uni

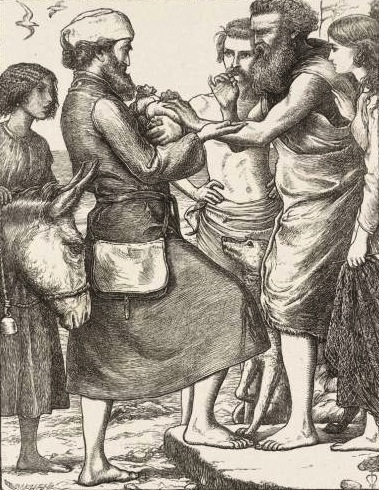
Illustration de la parabole de la perle de grand prix, par John Everett Millais, gravée par les Dalziel, tirée de Parables of our Lord (Paraboles de notre seigneur, 1864).

Les frères Dalziel ont pour père l'artiste Alexander Dalziel de Wooler dans le Northumberland. 
Les frères Dalziel travaillèrent avec d'importants artistes de l'époque victorienne, produisant des illustrations pour le marché du livre et du magazine alors en pleine émergence.
Parmi les artistes qui travaillèrent avec eux, il faut citer Arthur Boyd Houghton, John Gilbert, William Holman Hunt, John Everett Millais, Dante Gabriel Rossetti et James McNeill Whistler. Ils gravèrent les illustrations d'Edward Lear pour son Book of Nonsense (1862) ainsi que celles de Lewis Carroll pour Alice au pays des merveilles et De l'autre côté du miroir, et publièrent leur Illustrated Arabian Nights Entertainments (1865). 
Il réalisèrent aussi des productions indépendantes comme The Parables of Our Lord and Saviour Jesus Christ (Routledge, 1864), illustré par Millais. Jusqu'à l'avènement des procédés photomécaniques dans les années 1880, ils furent les leaders de leur marché. Des exemples de leur travail peuvent être vus au Victoria and Albert Museum de Londres.

### Diversification dans la presse populaire

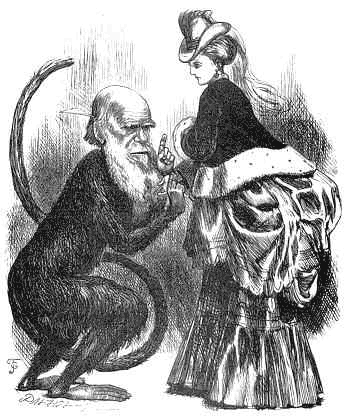
Caricature de Darwin contemplant une tournure, tirée de Fun, 16 novembre 1872.

En 1865, les frères Dalziel sont engagés par son nouveau propriétaire Edward Wylan pour réaliser les gravures du magazine humoristique Fun, pendant plus populaire et meilleur marché de Punch. D'abord réticents face au manque de prestige de ce travail, ils finissent par accepter pour des raisons financières. En effet, bien que leurs gravures leur attirassent un renommée indiscutable, leurs ventes restaient limitées, et les Dalziel cherchaient un moyen plus lucratif d'utiliser leur savoir-faire : celui-ci fut l'investissement dans la presse populaire. 
En 1870, Wylam revend Fun aux frères Dalziel pour 6 000 livres. Ceux-ci, qui n'interviennent pas dans le contenu du magazine, apprécient sa rentabilité immédiate, qu'ils protègent en acquérant en 1872 Judy. Ce magazine fondé cinq ans plus tôt est le principal rival de Fun, grâce à son personnage phare Ally Sloper qui commençait déjà à devenir populaire. Gilbert Dalziel, fils d'Edward, est nommé directeur de la publication, tandis que la direction éditoriale est assurée par le littérateur Charles H. Ross. 
La collaboration de Dalziel et Ross s'avère très féconde, et les deux hommes publient de cette date à 1888, outre Judy, nombre d'almanachs, de petits romans et de livres humoristiques connaissant un succès permanent, au grand plaisir des propriétaires. Le lancement en 1884 d’Ally Sloper's Half Holiday magazine encore moins cher que Judy et Fun, est un nouveau succès. En 1888, Gilbert rachète pour 8 000 livres la revue à son père et ses oncles.
À la fin du XIXe siècle, il collaborèrent à une étude autobiographique de leur travail, The Brothers Dalziel, A Record of Work, 1840-1890, édité par Methuen.

### L'Île de corail

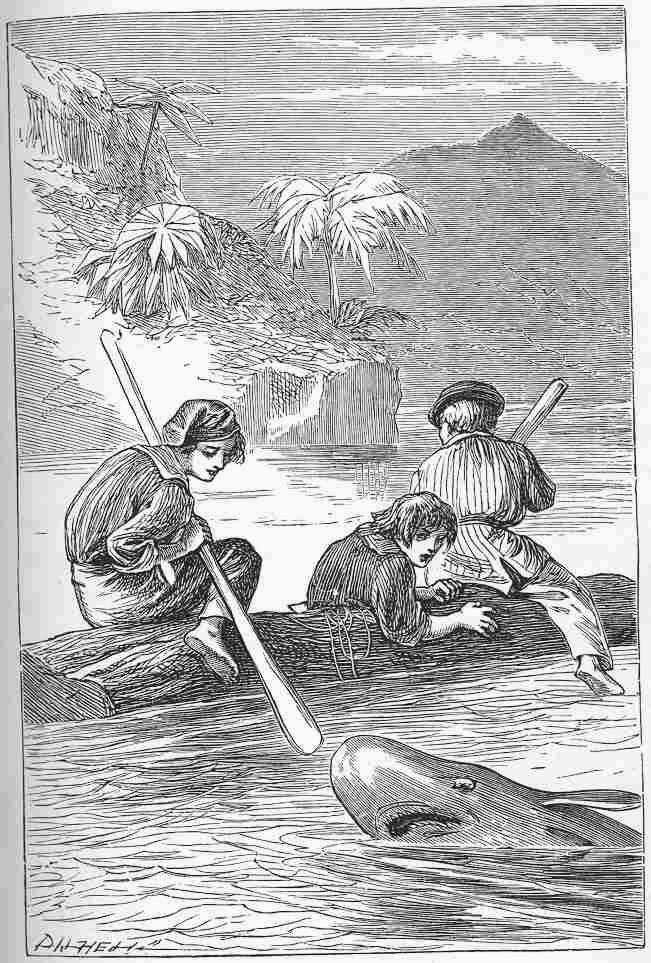
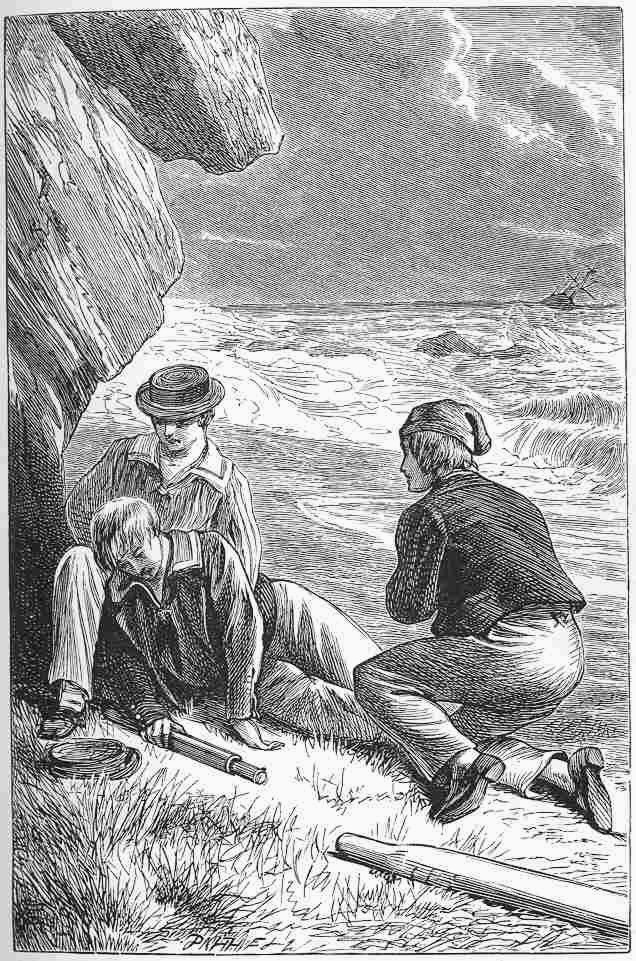
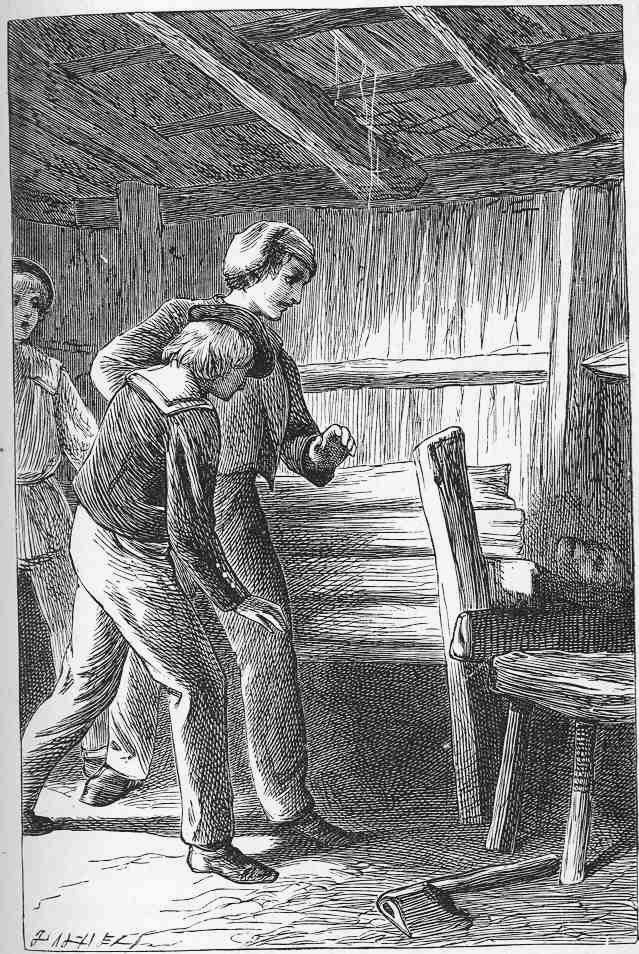
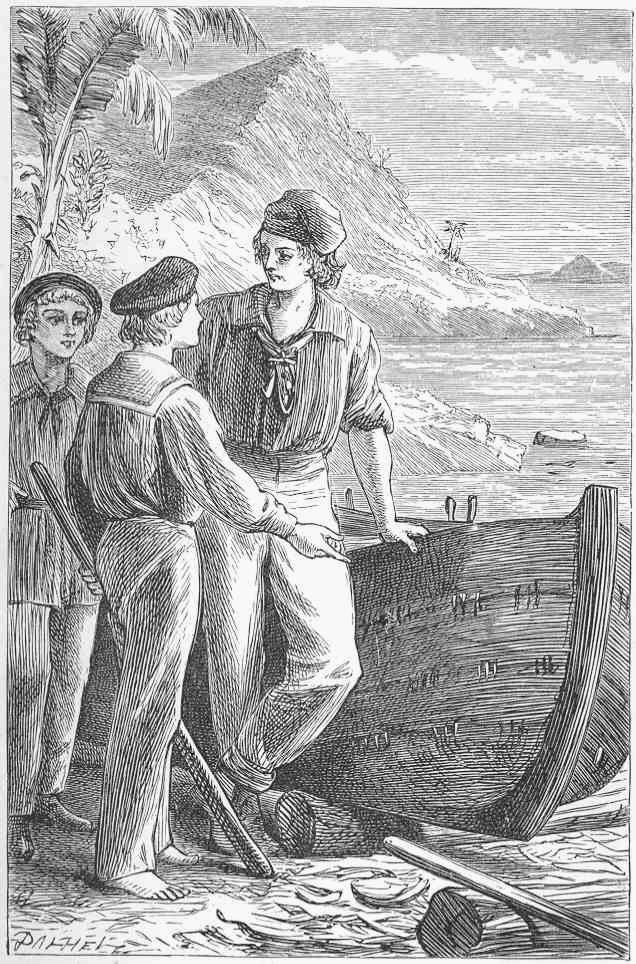
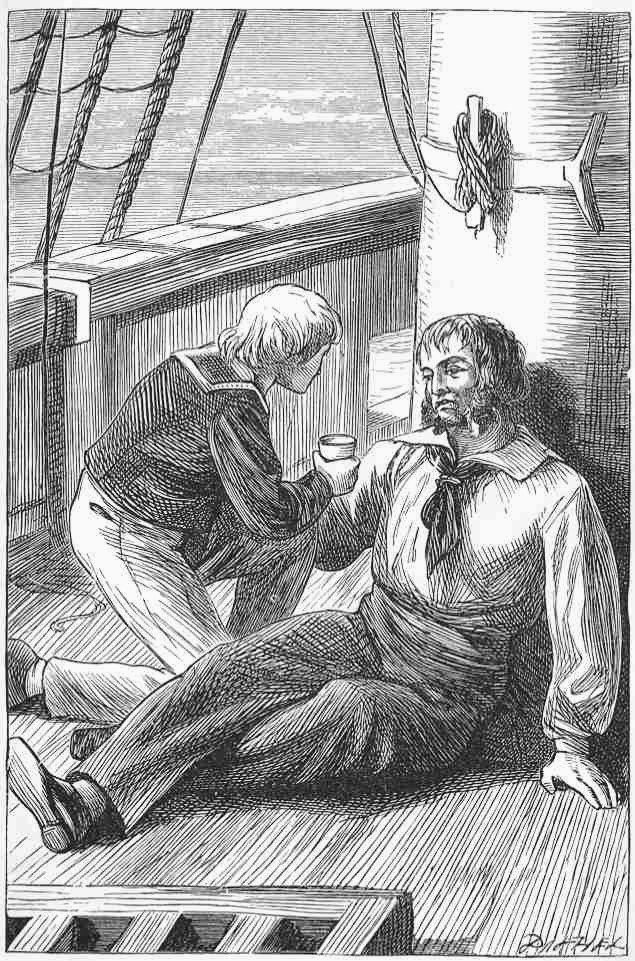
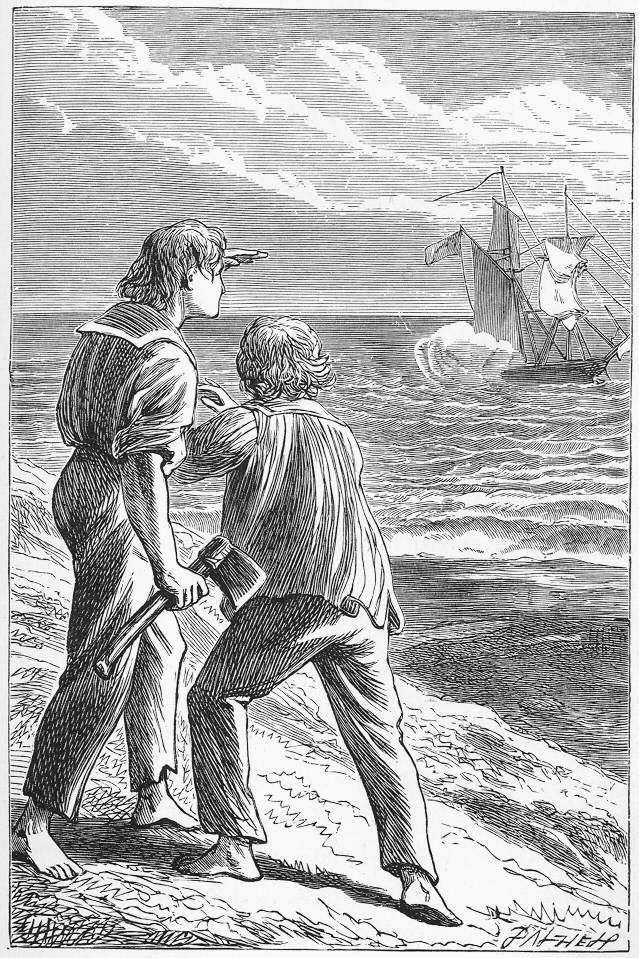
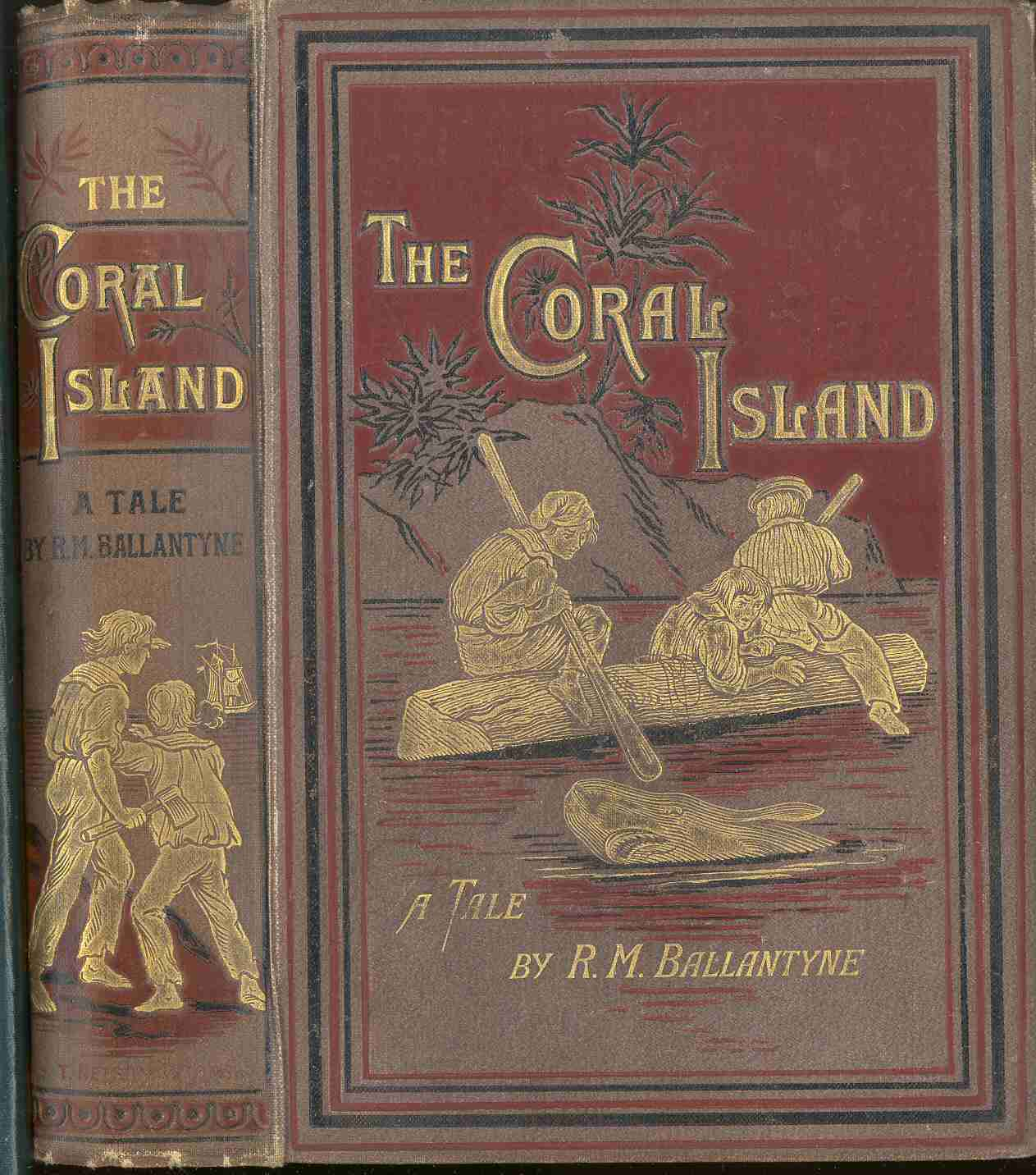

### De l'autre côté du miroir

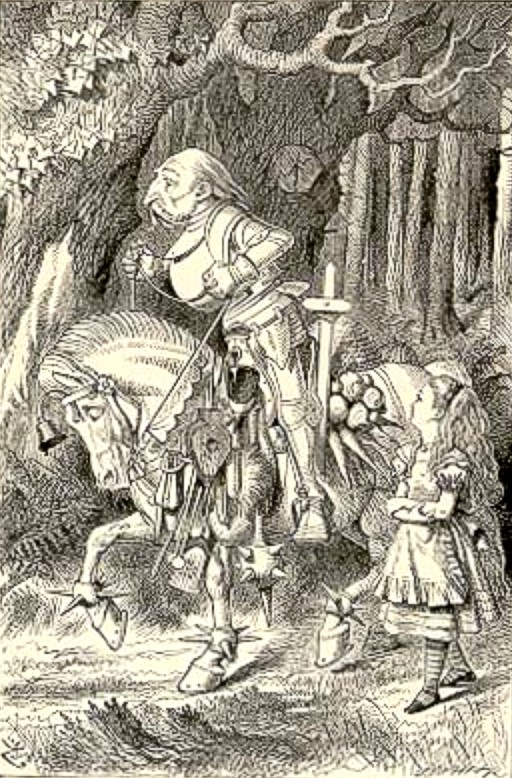

## Illustrations

### Autres estampes

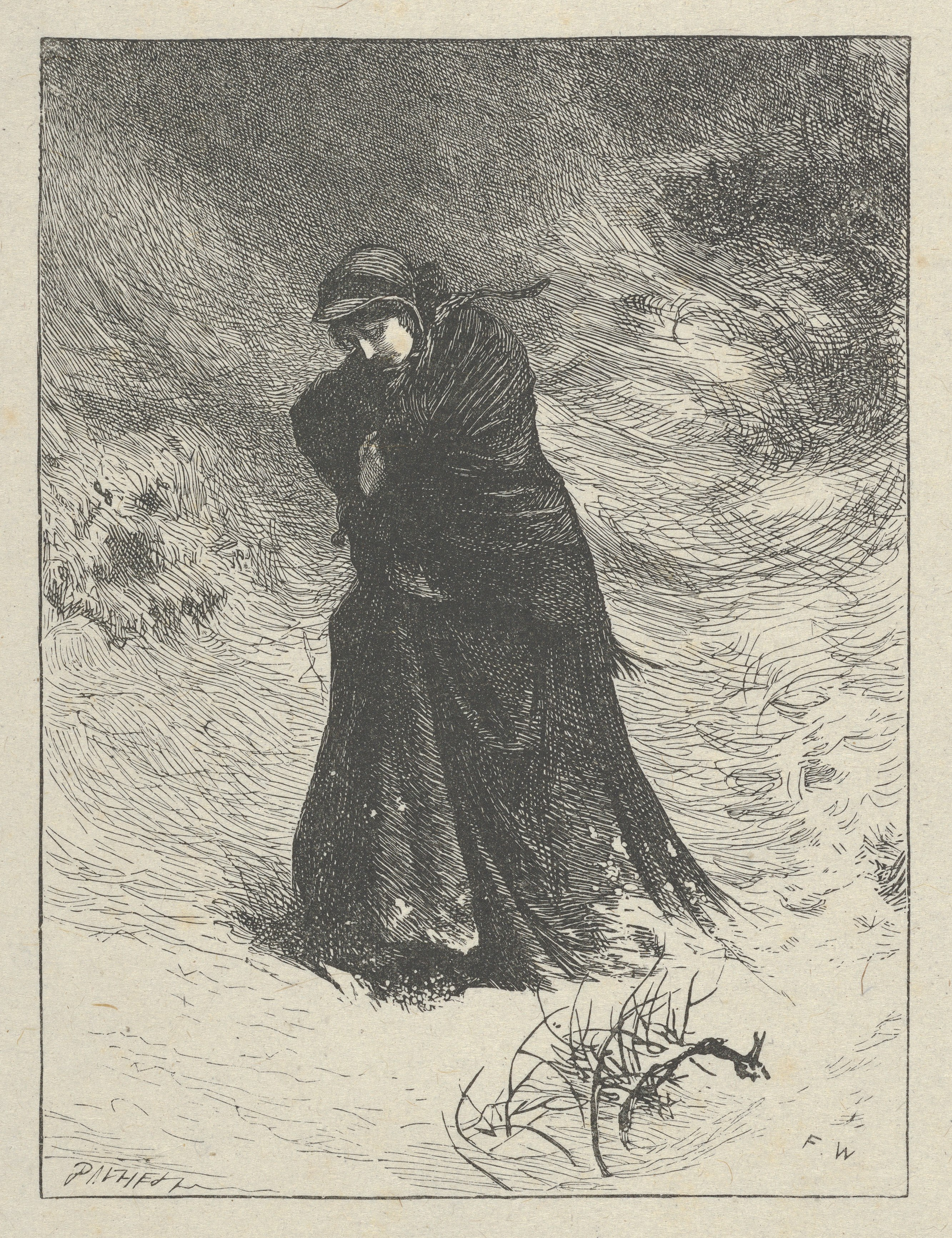
Love in Death, gravure sur bois d'après Frederick Walker (en) (1862, Metropolitan Museum of Art).

### Biographie
- (en) George et Edward Dalziel, The Brothers Dalziel. A record of fifty years' work in conjunction with many of the most distinguished artists of the period, 1840-1890, Londres : Methuen, 1901 (lire en ligne)
- (en) Brian Maidment, « Dalziel Family », dans Laurel Brake et Marysa Demoor (dir.), Dictionary of Nineteenth-Century Journalism in Great Britain and Ireland, Gand : Academia Press, 2009, p. 160 (lire en ligne)